# Будинок проклятих
«Буди́нок про́клятих» (англ. «Eliza Graves» в Британії, або англ. «Stonehearst Asylum» у США) — американський трилер режисера Бреда Андерсена, заснований на оповіданні Едґара Аллана По «Система доктора Смоля і професора Перро».

## У ролях
| Актор              | Роль                  |
| ------------------ | --------------------- |
| Джим Стерджес      | Едвард Ньюгейт        |
| Кейт Бекінсейл     | Еліза Ґрейвз          |
| Девід Тьюліс       | Міккі Фін             |
| Майкл Кейн         | доктор Бенджамін Солт |
| Кристофер Фулфорд  | Пекстон               |
| Бен Кінґслі        | Сайлаз Лемб           |
| Софі Кеннеді Кларк | Мілла                 |
| Брендан Глісон     | психіатр              |
| Джейсон Флемінг    | Свонвік               |
| Шинейд Кьюсак      | місіс Пайк            |
| Ґійом Делоні       | Артур Тімбс           |
| Едмунд Кінґслі     | Чарльз Ґрейвз         |
| Велизар Бінев      | крикуча людина        |
| Роберт Гендс       | елегантна дама        |

## Сюжет
Фільм починається з лекції в університеті Оксфорда на курсі психіатрії, на якій студентам демонструють поведінкові особливості психічно хворих людей. Еліза Ґрейвз хвора на хронічну істерію. Дівчина дуже гарна і стверджує, що абсолютно здорова, але експеримент свідчить про хворобу. Далі дії переносять нас в туманні ліси старої Англії, де молодик Едвард Ньюгейт приїжджає в психіатричну лікарню. Він називає себе випускником Оксфорда. У психіатричній лікарні його зустрічає якийсь Сайлас Лемб, який називає себе директором цього закладу. Лемб пропонує Ньюгейту пройти за ним на обхід, де юнак зустрічає Елізу Ґрейвз. Під час обходу Ньюгейт дивується методам лікування доктора Лемба, зовсім не схожим на традиційні методи лікування. Тут хворих не піддають «тортурам» для лікування їхньої хвороби, навпаки, дозволяють жити спокійно і не намагаються їх вилікувати. Незабаром Едвард дізнається, що лікарнею керують психічно хворі, а справжні лікарі та сестринський персонал перебувають в ув'язненні в підвалі будівлі. Едвард намагається допомогти їм вибратися і заодно розгадати загадку доктора Лемба. У цьому йому допомагає Еліза. Проте Лемб викриває Едварда і намагається знищити його розум за допомогою електричних імпульсів. У цьому йому заважає фотографія, яку Едвард знайшов у палаті Лемба. Побачивши світлину, Лемб втрачає розум. Еліза намагається звільнити Едварда, але їй заважає помічник Лемба. Під час бійки загоряються штори і починається пожежа. Звільнений Едвард знаходить Лемба і виводить його на вулицю, Еліза звільняє ув'язнених у підвалі лікарів. Поки всі стоять на вулиці, Едвард зізнається Елізі в якійсь таємниці. Деякий час по тому в лікарню приїжджає чоловік Елізи у супроводі доктора і показує папери про виписку Елізи, але їм кажуть, що Елізу виписав 3 тижні тому доктор Едвард Ньюгейт. З'ясовується, що це ім'я лікаря, що приїхав з чоловіком Елізи. А молодик - зовсім не студент Оксфорда, а хворий, якого показували на тій лекції відразу після Елізи. Юнак закохався в дівчину відразу, як тільки її побачив, тому втік з клініки і вирушив на її пошуки, прихопивши речі доктора Ньюгейта і видаючи себе за лікаря. Фільм закінчується кадрами з оселі, розташованої в Італії, де містер і місіс Лемб, колишні Едвард і Еліза, танцюють вальс.
Крім вищезазначеного, у фільмі показано жорстокі тортури, яким пацієнтів піддавав справжній директор закладу, вважаючи це лікуванням. Лемб натякав у розмові з Едвардом на садизм, а ув'язнена в підземеллі медсестра зауважила, що методи «лікування» були жорстокими. Додамо також, що Елізу врятував «хворий» пацієнт справжнього Ньюгейта. Автори фільму явно натякають на злочинність офіційної психіатричної «науки» вікторіанської епохи. Не до кінця зрозуміло, хто тут «психічно хворий», а хто «лікар».

## Цікаві факти
- Бен Кінґслі зіграв вельми схожу роль у фільмі «Острів проклятих».
- Під час вечері, коли герой Джима Стерджеса розповідає про те, що жив у притулку, він згадує про роман Чарльза Діккенса «Пригоди Олівера Твіста», в екранізації якого (режисер Роман Полянський) Бен Кінґслі зіграв роль Феджин.